# Асланов, Орхан Аловсат оглы
Орхан Аловсат оглы Асланов (азерб. Orxan Əlövsət oğlu Aslanov; род. 24 марта 1995) — азербайджанский паралегкоатлет, специализирующийся в прыжках в длину и тройном прыжке и выступающий в категории инвалидности T13 (c нарушением зрения). Двукратный чемпион летних Паралимпийских игр (2020, 2024) в прыжках в длину (T13). Чемпион мира 2024 года, чемпион Азербайджана по прыжкам в длину в помещении (2023).

## Биография

### Ранние годы. Начало спортивной карьеры
Орхан Асланов родился 24 марта 1995 года. Окончил инженерный факультет Азербайджанского технического университета в Баку.
В июле 2011 года Асланов выступил в прыжках в длину на XI летнем Европейском юношеском Олимпийском фестивале в Трабзоне (Турция). Здесь он занял 8-е место в квалификации и не прошл в финал.
В мае 2013 года занял второе место в тройном прыжке на чемпионате Баку.
В июне 2014 года занял второе место на чемпионате Баку и чемпионате Азербайджана в тройном прыжке. В июле этого же года выступил на чемпионате мира среди юниоров в Юджине (США), на котором занял 11-е место в квалификации.
В январе 2015 года занял третье место в тройном прыжке в помещении на Кубке губернатора Волгоградской области в г. Волгоград. В июне этого же года занял третье место в прыжках в длину на чемпионате Азербайджана в Баку. В июле 2015 года выступил на 10-м чемпионате Европы среди молодёжи, на котром занял 8-е место в квалификации.
В январе 2016 года стал чемпионом Баку в тройном прыжке в помещении. В мае 2017 года стал чемпионом Баку в прыжках в длину. Тогда же он выступил в финале прыжков в длину на IV Играх исламской солидарности в Баку, но завершил Игры без результата.
В 2018 году на чемпионате Европы среди малых стран в городе Шан (Лихтенштейн) занял 6-е место в прыжках в длину с результатом 7,31 м.

### Переход в Паралимпизм. Дальнейшие достижения
Вскоре Асланов стал членом паралимпийской сборной Азербайджана по лёгкой атлетике.
В июле 2021 года стало известно, что благодаря рейтинговым очкам Орхан Асланов завоевал лицензию в прыжках в длину на летние Паралимпийские игры в Токио. 4 сентября он выступил на этих Играх и с результатом 7,36 м занял первое место, став 19-м паралимпийским чемпионом в истории Азербайджана. Распоряжением президента Азербайджанской Республики Ильхама Алиева от 6 сентября 2021 года Орхан Асланов за высокие достижения на XVI летних Паралимпийских играх в Токио и заслуги в развитии азербайджанского спорта был награждён орденом «За службу Отечеству I степени».
В июле 2023 года на чемпионате мира в Париже с результатом 6,95 метра занял 4-е место в прыжках в длину категории T13, завоевав также лицензию на Паралимпийские игры 2024.
В мае 2024 года занял первое место на чемпионате мира мира по лёгкой атлетике (МПК) 2024 в соревнованиях по прыжкам в длину с результатом 7,18 метра (Кобе, Япония).
В сентябре 2024 года на летних Паралимпийских играх в Париже Асланов в лучшей своей попытке в финале показал результат в 7,29 метра и вновь завоевал золотую медаль Паралимпиады, защитив свой титул чемпиона.
Распоряжением президента Азербайджанской Республики Ильхама Алиева от 10 сентября 2024 года Орхан Асланов за высокие достижения на XVII летних Паралимпийских играх в городе Париж Франции и заслуги в развитии азербайджанского спорта был награждён орденом «Слава». Согласно другому указу президента, датированному тем же днем, ему была присуждена денежная премия в размере 200 000 манатов за завоевание первого места на Паралимпийских играх, а его тренер получил 100 000 манатов.

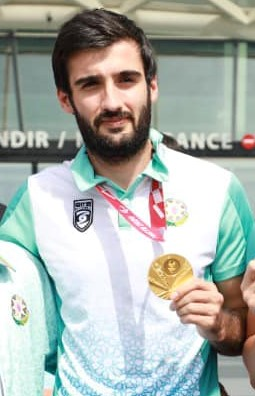
Орхан Асланов с золотой медалью Паралимпийских игр 2020 в Токио
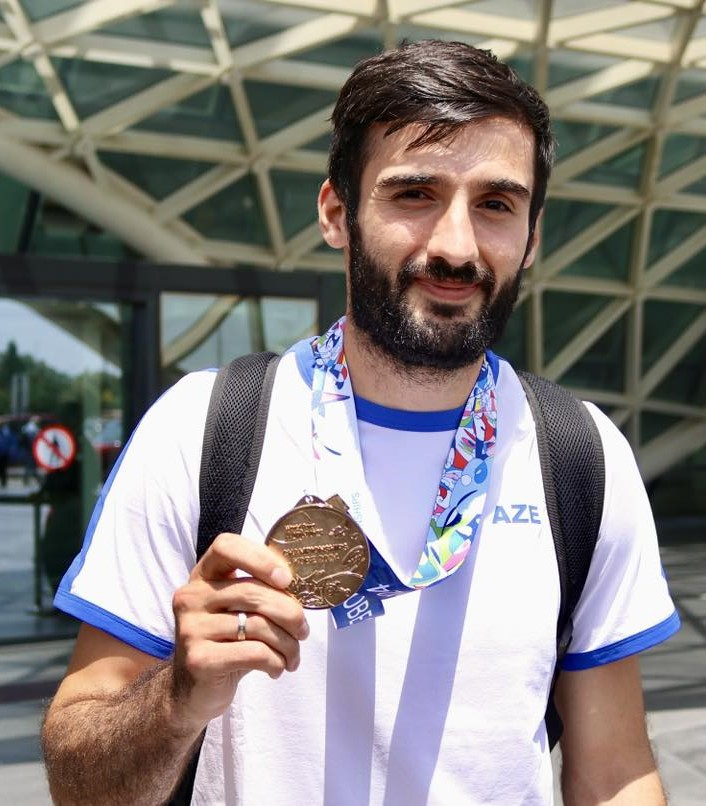
Орхан Асланов с золотой медалью чемпионата мира 2024 года в Кобе
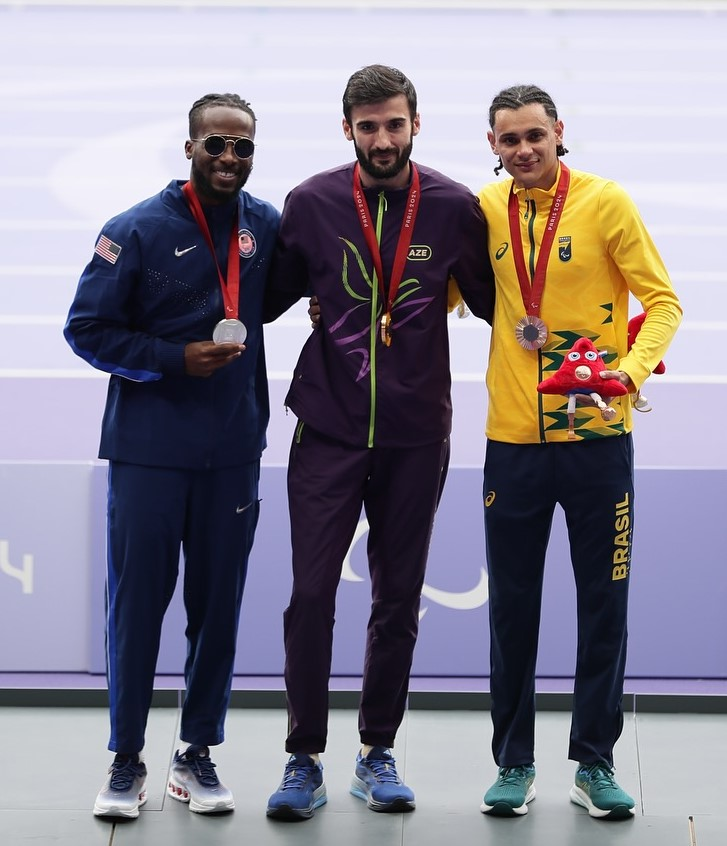
Орхан Асланов на церемонии награждения Паралимпийских игр 2024 в Париже